# Zigmantas Jankauskas
Zigmantas Jankauskas (ur. 13 maja 1937 w Kownie) – litewski fizyk, doktor habilitowany nauk fizycznych.

## Życiorys
Urodził się w 1937 w Kownie. W 1959 ukończył naukę na Uniwersytecie Technicznym w Kownie. W latach 1961–1963 pracował w Państwowej Elektrowni Obwodowej Elektrėnai, a w latach 1963-1971 w Instytucie Fizyki Półprzewodników. Od wykładał na Wileńskim Uniwersytecie Technicznym. W 1987 uzyskał stopień doktora habilitowanego. W 1989 uzyskał tytuł profesora. W latach 1989–97 był kierownikiem Katedry Elektrotechniki.
Zajmował się elektroniką teoretyczną, elektrodynamiką, elektroniką kwantową i elektrotechniką.